# Philogenia margarita
Philogenia margarita är en trollsländeart som beskrevs av Selys 1862. Philogenia margarita ingår i släktet Philogenia och familjen Megapodagrionidae. Inga underarter finns listade i Catalogue of Life.